# Moghrar
Moghrar là một đô thị thuộc tỉnh Naama, Algérie. Dân số thời điểm năm 2002 là 2.796 người.